# Condotto "C"
Condotto "C" (C-Chute) è un racconto breve di fantascienza dello scrittore Isaac Asimov pubblicato per la prima volta nell'ottobre 1951 sulla rivista Galaxy e compreso nella raccolta Il meglio di Asimov (1973).
È stato pubblicato per la prima volta in italiano nel 1953 col titolo La fossa.

## Trama
Un'astronave passeggeri terrestre che viaggiava dal sistema di Arturo alla Terra è stata abbordata e impossessata dai Kloro (creature aliene che vivono in un'atmosfera clorata), ma con un grande rispetto per i nemici.
Dopo questo assalto sei prigionieri si ritrovarono in un'unica stanza: Stuart, che si trovava su Arturo per una conferenza, è un ex pilota di astronave che in un incidente perse l'uso delle mani, le quali gli furono ricostruite proprio dai Kloro e per questo egli nutre rispetto per gli alieni; Windham, un soldato terrestre ormai in pensione che stava su Arturo solo per motivi turistici; Demetrios Polyorketes, su Arturo faceva il contadino con il fratello che venne ucciso durante l'assalto e per questo odia i Kloro; Claude Leblanc, giovane studente che aveva appena finito gli studi e tornava sulla Terra per sposarsi ; Porter, il più impaurito; Randolph Mullen, di bassa statura, educato e molto silenzioso, un contabile che aveva vissuto su Arturo per 17 anni.
I sei protagonisti per liberarsi saranno costretti a sfruttare il Condotto "C".